# ادیریان
ادیریان (انگلیسی: Adryan؛ زادهٔ ۱۰ اوت ۱۹۹۴) بازیکن فوتبال اهل برزیل است.
از باشگاه‌هایی که در آن بازی کرده‌است می‌توان به باشگاه فوتبال نانت، باشگاه فوتبال کالیاری، باشگاه فوتبال لیدز یونایتد، و باشگاه فوتبال فلامینگو اشاره کرد.
وی همچنین در تیم‌های ملی فوتبال Brazil national under-15 football team، زیر ۱۷ سال برزیل، و زیر ۲۰ سال برزیل بازی کرده‌است.